# 繩標
繩標（绳镖）又名走線槍，是一种由镖头和绳索所制成的软兵械之一。索擊類暗器中，最常見的是繩鏢、流星錘、飛爪、軟鞭四種。繩標是在鋼標尾部繫一長索。形制大致分南北兩類。北派鋼標比普通飛鏢略大，長約0.2米，重約0.3公斤，頭尖尾廣，尾部為圓形，有一鐵環，用以擊索。南派鏢頭只比手指略長，多為圓柱標身。一般整根繩鏢長度約為使用者身高兩倍，高手控制力更好可以更長。平時可將繩標纏於胸腰間。繩標是用臂腕的抖甩之勁將標發出，可擊較遠之敵，發出後又可立即收回。只是由於繩索較長，取準不易。

據《少林兵器總譜祕本》記載，少林寺用的繩鏢，繩長丈二至丈八，頭長四寸兩分，清朝的靜樂等僧人精於此器。